# Zeta Arae
Zeta Arae is de op twee na helderste ster in het sterrenbeeld Altaar. De ster is een rode reus.